# Adam Ney
Johann Adam Ney (* 3. März 1800 in Bambiderstroff; † 21. Oktober 1879 in Münster) war ein deutscher Bildhauer.

## Leben und Werk
Johann Adam Ney sticht heute vor allem als Vater der Künstlerin Elisabet Ney aus der Masse der vielen unbekannten Bildhauer des 19. Jahrhunderts hervor. Dabei hat sie ihn gegenüber ihrer Biografin nur selten erwähnt. Johann Adam Ney, der aus einer traditionsreichen Steinmetzfamilie aus Bambiderstroff in Lothringen stammte, verließ seine Heimat in jungen Jahren. Im westfälischen Münster ließ er sich als Bildhauer nieder und wurde ein durchaus geschätzter Künstler in der Region.
Ein Nachweis der Arbeiten von Adam Ney kann nur lückenhaft sein, da Quellen fehlen, die belegen, dass Ney einen erheblichen Teil seines Geldes damit verdient hat, Grabsteine und sonstigen Grabmalschmuck für Privatpersonen zu errichten.

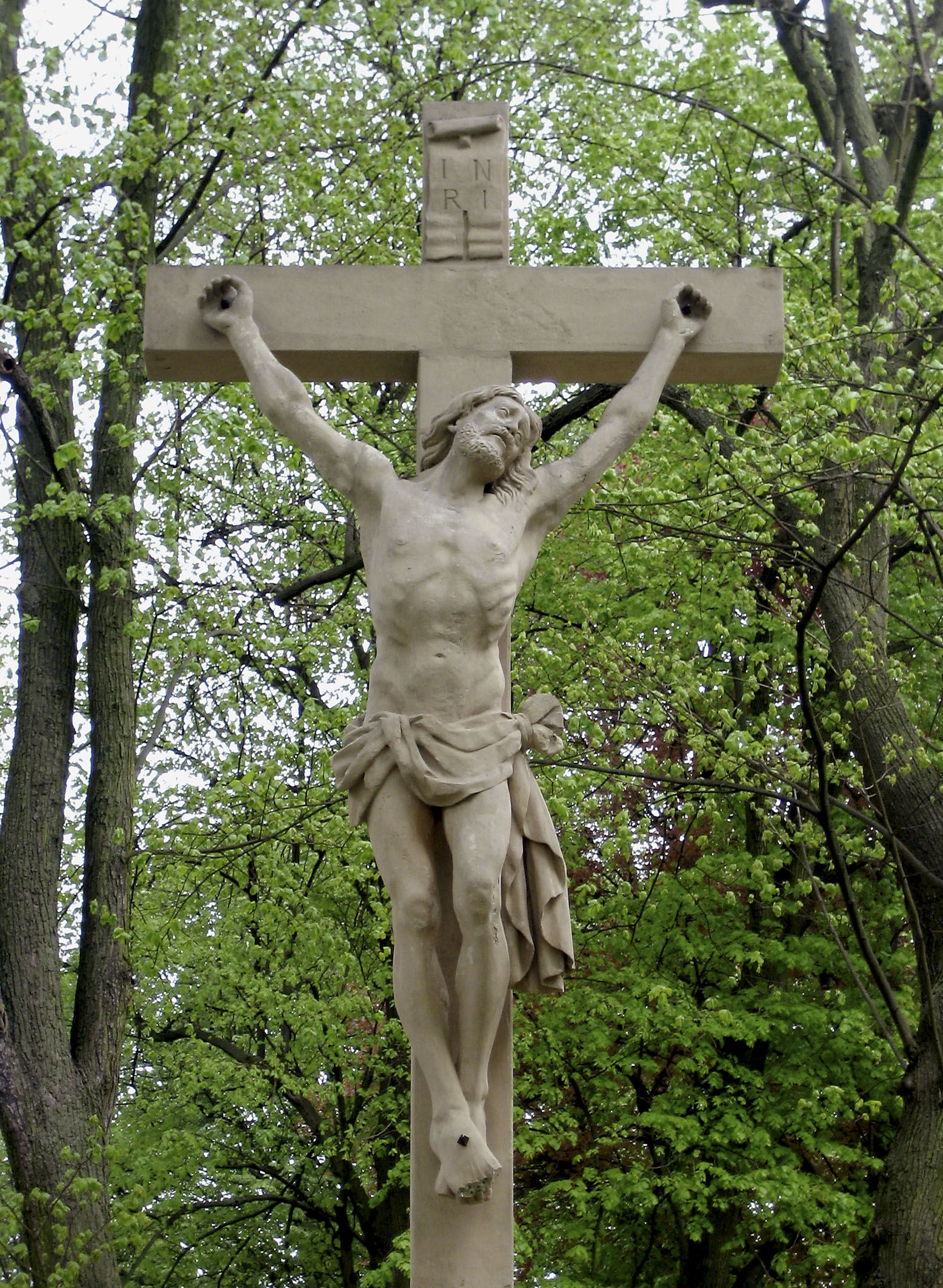
Johann Adam Ney schuf dieses Kreuz in Werne 1842

## Vorbild für Elisabet Ney
Vorbild für seine Tochter war er sicherlich im beharrlichen Suchen nach Aufträgen. Das unkonventionelle, auffällige äußere Erscheinungsbild des Vaters mit wildem Bart, Hut mit Quaste und ungewöhnlichem Jackett hat Elisabet Ney wahrscheinlich angeregt, bereits als Heranwachsende Kleider nach eigenen Vorstellungen zu tragen, die ihre Mutter für sie nähte. Später wird sie diese Vorliebe zur Selbststilisierung und als Teil ihres Künstlerimages einsetzen.